# Лориевые
Ло́риевые (лат. Lorisidae, от малайск. lūrī) — семейство приматов. Являются преимущественно стройными древесными обитателями, тесно родственными с семейством галаговых, с которыми они вместе образуют общий инфраотряд лориобразных. Семейство разделено на четыре рода, в которых выделяется около 16 видов.

## Распространение
Лориевые встречаются в тропических лесах Центральной Африки, а также в Южной и Юго-Восточной Азии.

## Описание
У лориевых густая и мягкая шерсть, окрашенная в большинстве случаев в серый или коричневый цвет, будучи темнее на спине. Большие глаза, типичные для активных по ночам зверей, направлены вперёд. Уши небольшого размера и нередко полностью спрятаны в шерсти. Большой палец противопоставлен остальным пальцам, указательные пальцы на передних лапах почти рудиментарные. На втором пальце задних лап у лориевых типичные для мокроносых приматов когти для чистки шерсти. Хвосты короткие или совсем отсутствуют. В целом, лориевые достигают длины от 17 до 40 см, а масса варьирует в зависимости от вида между 0,3 и 2 кг.

## Поведение

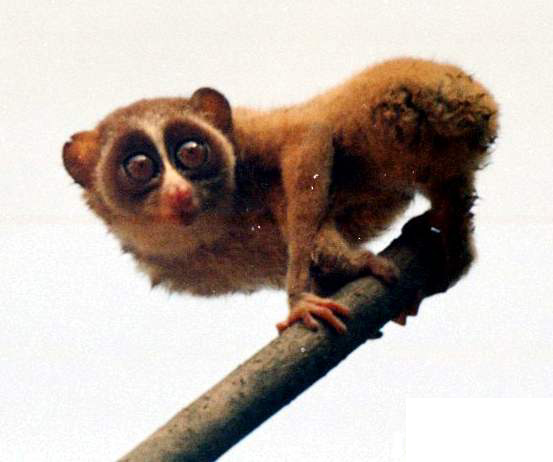
Серый тонкий лори (Loris lydekkerianus)

Лори активны прежде всего ночью. В отличие от своих родичей галаговых они отличаются медленными и осторожными движениями, к тому же никогда не прыгают. Своими сильными лапами лориевые цепляются за сучья и даже силой их очень трудно от них отцепить. Большинство лориевых живут поодиночке или в небольших родовых группах.

## Питание
Основным питанием для лориевых являются насекомые. Кроме них, лориевые поедают птичьи яйца и небольших позвоночных. Не брезгуют также фруктами и древесным соком.

## Размножение
Продолжительность беременности у лориевых составляет от четырёх до шести месяцев. В зависимости от вида за один раз на свет появляются один или два детёныша. Они цепляются за живот матери или ждут в специально выстроенных гнёздах, пока мать ходит на охоту. После срока от трёх до девяти месяцев потомство становится самостоятельным, а в период от десяти до восемнадцати месяцев обретает половую зрелость. Продолжительность жизни у лориевых может составлять до 20 лет.

## Угрозы
Лориевые относятся к видам, которые в меньшей степени подвержены опасности. Главная угроза их существованию состоит в постепенном уничтожении их среды обитания, то есть тропических лесов.

## Классификация
База данных Американского общества маммологов (ASM Mammal Diversity Database, v. 2.2) признаёт 5 родов и 17 видов лориевых:
- Подсемейство Lorisinae
  - Род Loris — Тонкие лори
    - Loris lydekkerianus — Серый тонкий лори
    - Loris tardigradus — Красный тонкий лори

  - Род Nycticebus — Толстые лори
    - Nycticebus bancanus
    - Nycticebus bengalensis — Бенгальский лори
    - Nycticebus borneanus
    - Nycticebus coucang — Медленный лори
    - Nycticebus hilleri
    - Nycticebus javanicus — Яванский лори
    - Nycticebus kayan
    - Nycticebus menagensis — Калимантанский лори

  - Род Xanthonycticebus
    - Xanthonycticebus intermedius — Средний лори[5]
    - Xanthonycticebus pygmaeus — Карликовый лори
- Подсемейство Perodicticinae
  - Род Arctocebus — Золотистые потто
    - Arctocebus aureus — Золотистый потто
    - Arctocebus calabarensis — Восточный потто

  - Род Perodicticus — Обыкновенные потто
    - Perodicticus edwardsi
    - Perodicticus ibeanus
    - Perodicticus potto — Обыкновенный потто

В некоторых источниках выделяется также вид Pseudopotto martini. ASM MDD перечисляет этот таксон как младший синоним Perodicticus potto.